# Információs Hivatal
Az Információs Hivatal, rövidítve IH Magyarország egyik polgári nemzetbiztonsági szolgálata, hírszerző szolgálat. 1990. március 1-jével alapították, a rendszerváltás előtti Belügyminisztérium III/I. Csoportfőnöksége jogutódjaként, de szakítva annak pártállami vonatkozásaival és eltávolítva annak kompromittált munkatársait.

## Története
Miután 2018 májusában az Információs Hivatal felügyelete a Külügyminisztériumhoz került, Szijjártó Péter javaslatára felmentették a szervezet főigazgatóját, Pásztor Istvánt. Ezzel egyidőben felmentették a szervezet két főigazgató-helyettesét is.
2020 májusában adták át a szervezetet akkor felügyelő Szijjártó Péter külügyminiszter jelenlétében az Információs Hivatal új Oktatási és Képzési Központját, majd novemberben az 1,5 milliárd forintból létrehozott Kríziskezelő Központot.

## Feladata, felügyelete
Polgári titkosszolgálatként működését 2010. május 28-ig a polgári titkosszolgálatokat felügyelő tárca nélküli miniszter felügyelte, a második Orbán-kormány hivatalba lépésétől 2012. augusztus 31-ig ezt a feladatkört a külügyminiszter látta el. 2012. szeptember 1-jétől az IH a miniszterelnök közvetlen hatáskörébe került, aki Lázár János államtitkárt jelölte ki a szervezet irányítására. Lázár János Pásztor Istvánt, a Katonai Nemzetbiztonsági Szolgálat volt vezető munkatársát, volt washingtoni katonai attasét nevezte ki az IH új főigazgatójának.
2018-tól az Információs Hivatalt újból a Külgazdasági és Külügyminisztérium irányítása álá vonta a 94/2018. (V. 22.) Korm. rendelet (Továbbiakban: Kormány Statútum). A minisztérium a szolgálat irányítását a polgári hírszerzésért felelős államtitkár útján látja el.
2022 májusában a polgári nemzetbiztonsági szervek irányítása és felügyelete megváltozott. Az Információs Hivatal irányítása  a Külgazdasági és Külügyminisztériumtól a Miniszterelnöki Kabinetirodához, illetve az azt vezető miniszterhez került. A Miniszterelnöki Kabinetirodát vezető miniszter ezt a feladatát a polgári nemzetbiztonsági szolgálatokat felügyelő államtitkárságon keresztül látja el.
Feladatai:
- megszerzi, elemzi, értékeli és továbbítja a kormányzati döntésekhez szükséges, a külföldre vonatkozó, illetőleg külföldi eredetű, a nemzet biztonsága érdekében hasznosítható információkat, továbbá Magyarország érdekeinek érvényesítését szolgáló tevékenységet folytat;
- felderíti Magyarország szuverenitását, politikai, gazdasági vagy más fontos érdekét sértő vagy veszélyeztető külföldi titkosszolgálati törekvéseket és tevékenységet;
- információkat gyűjt a nemzetbiztonságot veszélyeztető, külföldi szervezett bűnözésről, különösen a terrorszervezetekről, a jogellenes kábítószer- és fegyverkereskedelemről, a tömegpusztító fegyverek és alkotóelemeik, illetve az előállításukhoz szükséges anyagok és eszközök jogellenes nemzetközi forgalmáról;
- felderíti az ország gazdasága biztonságának és pénzügyi helyzetének veszélyeztetésére irányuló külföldi szándékokat és cselekményeket;
- közreműködik a nemzetközileg ellenőrzött termékek és technológiák jogellenes forgalmának felderítésében és megelőzésében;
- ellátja a kormányzati tevékenység szempontjából fontos, külföldön lévő magyar szervek (intézmények) és létesítmények biztonsági védelmét;
- ellátja a hatáskörébe tartozó személyek nemzetbiztonsági védelmének, illetve ellenőrzésének feladatait;
- ellátja a rejtjeltevékenység szakirányítását, hatósági engedélyezését, felügyeletét, és rejtjelkulcsot állít elő.

## Tevékenysége[10]
A feladatokat a nemzetbiztonsági szolgálatokról szóló 1995. évi CXXV. törvény 4. és 9. §-ai részletezik. Az Nbtv.-ben meghatározott feladatainak megfelelően az Információs Hivatal:
a) megszerzi, elemzi, értékeli és továbbítja a kormányzati döntésekhez szükséges, a külföldre vonatkozó, illetőleg külföldi eredetű, a nemzet biztonsága érdekében hasznosítható információkat, továbbá Magyarország érdekeinek érvényesítését szolgáló tevékenységet folytat;
b) felderíti a Magyarország függetlenségét, politikai, gazdasági vagy más fontos érdekét sértő vagy veszélyeztető külföldi titkosszolgálati törekvéseket és tevékenységet;
c) információkat gyűjt a nemzetbiztonságot veszélyeztető, külföldi szervezett bűnözésről, különösen a terrorszervezetekről, a jogellenes kábítószer- és fegyverkereskedelemről, a tömegpusztító fegyverek és alkotóelemeik, illetve az előállításukhoz szükséges anyagok és eszközök jogellenes nemzetközi forgalmáról;
d) felderíti az ország gazdasága biztonságának és pénzügyi helyzetének veszélyeztetésére irányuló külföldi szándékokat és cselekményeket;
e) közreműködik a nemzetközileg ellenőrzött termékek és technológiák jogellenes forgalmának felderítésében és megelőzésében;
f) ellátja a kormányzati tevékenység szempontjából fontos, külföldön lévő magyar szervek (intézmények) és létesítmények biztonsági védelmét;
g) ellátja a hatáskörébe tartozó személyek nemzetbiztonsági védelmének, valamint objektumai műveleti védelmének feladatait, illetve elvégzi személyi állománya, valamint a hatáskörébe tartozó más személyek nemzetbiztonsági ellenőrzésének feladatait;
h) végzi a minősített adatok védelmére használt rejtjelző eljárások, algoritmusok, valamint az országhatáron kívül rejtjelzésre használt eszközök kriptográfiai bevizsgálását és minősítését, továbbá rejtjelkulcsot állít elő;
i) saját állománya tekintetében ellátja a belső biztonsági és bűnmegelőzési célú ellenőrzési feladatokat, továbbá a kifogástalan életvitel ellenőrzését;
j) elvégezheti a saját minősített beszerzései tekintetében a minősített adatot, az ország alapvető biztonsági, nemzetbiztonsági érdekeit érintő vagy a különleges biztonsági intézkedést igénylő beszerzések szabályairól szóló kormányrendelet szerinti kiegészítő ellenőrzést.
Valamennyi nemzetbiztonsági szolgálat
a) végzi a feladatai teljesítéséhez szükséges technikai rendszerek, eszközök beszerzését, kutatását, fejlesztését és az eszközök alkalmazásával kapcsolatos szakmai felkészítést, mindezek érdekében együttműködhetnek egymással és más szervekkel;
b) ellátja a rendkívüli állapottal, a szükségállapottal, a megelőző védelmi helyzettel, a terrorveszélyhelyzettel, a váratlan támadással és a veszélyhelyzettel összefüggő, törvényben meghatározott feladatokat;
c) ellátja az Nbtv. keretei között a Kormány és az irányító miniszter által meghatározott feladatokat;
d) gondoskodik a hivatásos állományú munkatársak és a közalkalmazottak szakirányú képzéséről.

## Főigazgatói
- 1990 – Dr. Dercze István ezredes (elnök)
- 1990–1996 – Dr. Kocsis Kálmán vezérőrnagy
- 1996–1998 – Szász József vezérőrnagy
- 1998–2002 – Pető Tibor vezérőrnagy[11]
- 2002–2004 – Dr. Czukor József vezérőrnagy[12][13]
- 2004–2007 – Dr. Zsohár István altábornagy
- 2007–2010 – Dr. Hetesy Zsolt altábornagy[14][15]
- 2010. augusztus 16. – 2012. szeptember 13. – Pető Tibor altábornagy[16]
- 2012. szeptember 14. – 2018. szeptember 30. – Pásztor István dandártábornok[17]
- 2018. október 1. – 2020. október 31. – Dr. Czukor József[18]
- 2020. november 1. – 2022. július 15. – Bunford Zsolt János nb. vezérőrnagy[19][20][21]
- 2022. július 16-tól – Dr. Oláh Krisztián nb. dandártábornok[22]

Alapadatok, a költségvetési törvények alapján:
|                          | 2006   | 2007   | 2008   | 2009   | 2010   | 2011   | 2012   | 2013    | 2014     | 2015     | 2016     | 2017     | 2018     | 2019     | 2020     | 2021     | 2022     | 2023     | 2024     |
| ------------------------ | ------ | ------ | ------ | ------ | ------ | ------ | ------ | ------- | -------- | -------- | -------- | -------- | -------- | -------- | -------- | -------- | -------- | -------- | -------- |
| költségvetés (millió Ft) | 7795,6 | 7821,9 | 8223,2 | 7568,6 | 6657,8 | 8248,1 | 7670,7 | 10050,7 | 11 100,2 | 11 800,2 | 12 672,2 | 13 897,2 | 13 775,5 | 13 991,3 | 15 330,6 | 17 353,9 | 21 734,7 | 27 266,4 | 28 667,7 |
| létszám (fő)             | 728    | 728    | 728    | ?      | ?      | ?      | ?      | ?       | ?        | ?        | ?        | ?        | ?        | ?        | ?        |          |          |          |          |

Az Információs Hivatal esetében az alaptevékenység jellegéből adódóan a Hivatal létszáma minősített adatot képez a minősített adatvédelemről szóló 2009. évi CLV. törvény 5.§ (4) bekezdésének b) pontja alapján.